# 오버레이 (운영 체제)
운영 체제에서 오버레이(overlay)는 자신을 다른 프로그램의 코드로 바꾸는 프로세스이다. 유닉스 계통 운영 체제에서는 exec() 시스템 요청으로 수행된다.
유닉스에서는 새로운 프로그램을 실행하는 유일한 방법은 실행 중인 프로세스를 분기시킨 뒤에, 새로운 프로그램을 차일드 위에 오버레이시키는 것이다. 이를 Fork-exec 기술이라고 한다.